# Peiner HTS

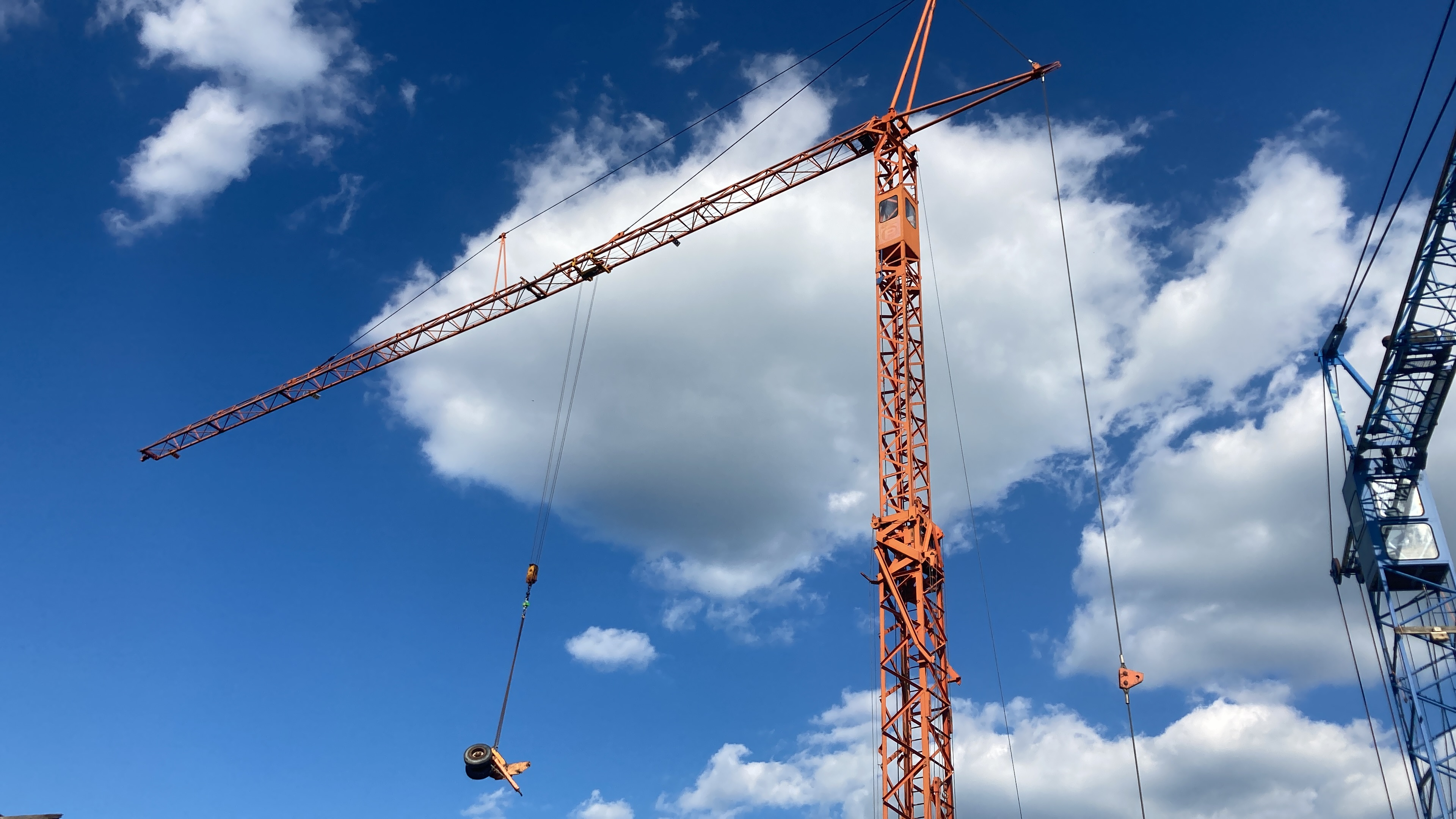
Peiner SMK 108/1

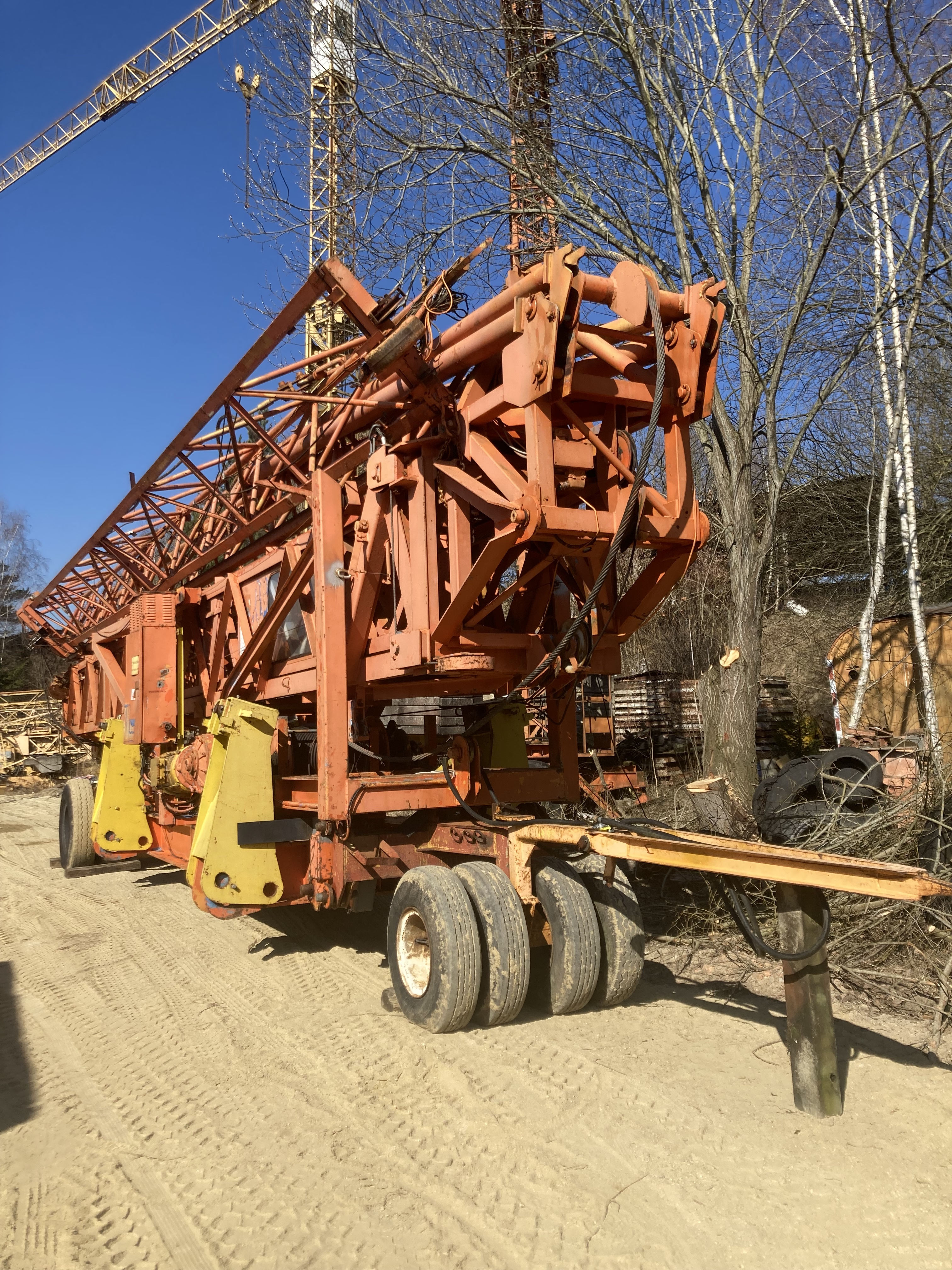
Peiner SMK 108

Peiner HTS (Hebe und Transport Service) war ein deutscher Hersteller für Turmdrehkrane. Das Unternehmen wurde 1998 von dem US-amerikanischen Baumaschinenhersteller Terex übernommen. Aus einer Kooperation von der Norddeutschen Maschinen- und Schraubenwerke AG in Peine und des Münchner Ingenieurbüro Tax entstand 1953 der Turmdrehkranhersteller Peiner. Die Peiner Turmdrehkrane sind bekannt für ihre hervorragende Langlebigkeit und Stabilität. Die Peiner Obendreher werden weiterhin weiterentwickelt von Terex als Hammerkopf Turmdrehkrane produziert.

## Geschichte
Peiner HTS produzierte Nadelausleger, Obendreherkrane und Untendreherkrane. Der erste Kran von Peiner wurde im Juni 1953 auf einer Baumaschinenmesse in Recklinghausen der Öffentlichkeit vorgestellt. Schon im Jahr 1955 konnte der Peiner Form 92/120 eine Traglast von 10.500 kg erzielen. Die ersten Entwicklungen für einen Turmdrehkran mit Laufkatze gab es bei Peiner schon 1960. Ab Anfang der 1960er Jahre baute Peiner erfolgreich Turmdrehkrane für Schiffswerften. Im Schwerlastbereich spezialisierte sich Peiner kurz darauf ebenfalls mit einem Kran mit 5000 Meter Tonnen. Damals konnte Peiner damit schon den US-amerikanischen Markt erreichen. 1966 führte Peiner das Klettersystem bei der Nadelausleger Modellreihe KN ein. Ende der 1960er Jahre wandte sich Peiner durch die Einführung der SK Baureihe von den Nadelauslegern ab. Danach wurden nur noch große Nadelausleger produziert.

## Produkte

### Obendrehende Turmdrehkrane

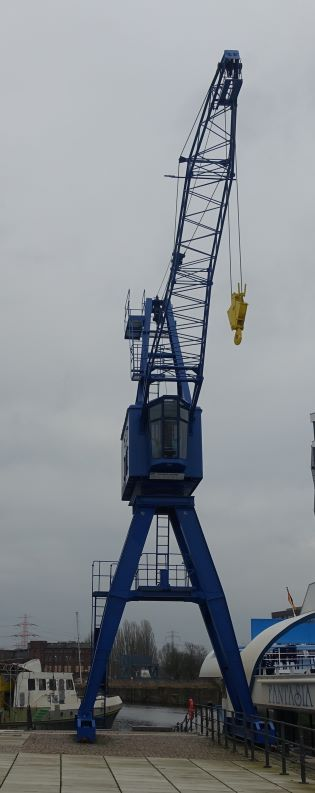
Peiner Hafenkran

Die erfolgreichste Baureihe der Peiner Obendreher ist die SK-Reihe. Für große Bebauten, wie etwa Kraftwerke, kamen die obendrehenden Großkrane der Baureihe M und MK zum Einsatz.
Der größte Peiner Kran war der MK 1250. Der Großkran hat eine Ausladung von 80,8 m und hebt hierbei noch 13.200 kg.

### Untendrehende Turmdrehkrane
Im Jahr 1976 übernahm Peiner den Turmdrehkranhersteller Wetzel. Die Übernahme hatte großen Einfluss auf die Untendreherkrane von Peiner. So wurden zum Beispiel die Wetzel K105 und Wetzel K107 von Peiner zum Peiner SMK 106 und Peiner SMK 108 weiterentwickelt. Weitere Schnellmontage-Untendreherkrane waren: Peiner SMK 100, 104, 107, 203, 205, 308. Zudem gab es von Peiner bei den Untendreher-Modellen noch weitere einzelne Weiterentwicklungen wie etwa die Modelle den SMK 108/1 und den 108/2 vom Basismodell SMK 108. Das war jedoch nicht bei jedem Modell der Fall, da zum Beispiel der SMK 308 keine Weiterentwicklungen hat. Die SMK Krane konnte man nicht klettern (Turmstücke einbauen zur Erhöhung der Hakenhöhe) denn sie boten schon ohne Kletterfunktion recht hohe Hakenhöhen. Der SMK 08 hat mit 42 m Ausleger eine Hakenhöhe von 28  ein vergleichbarer Kran von Liebherr der 68K mit 43 m Ausleger bietet ungeklettert eine Hakenhöhe von 23,1 m. Den Liebherr 68K kann man auf 32,7 m Hakenhöhe klettern. Die größten Turmdrehkrane der SMK-Reihe waren der Peiner SMK 108/2 und der SMK 308. Sie kamen auf 42 m Ausladung, 5.000 kg Traglast und eine Hakenhöhe von 28 m. Der große Unterschied vom SMK 108/2 zum SMK 308 war, dass der SMK 308 eine Ausleger-Luftmontage (Der Ausleger berührt bei der Montage niemals den Boden) besitzt.